# Union Automobile Company
L'Union Automobile Company è stata una casa automobilistica statunitense attiva dal 1902 al 1905 a Union City, Indiana. Costruì un unico modello, la Union automobile. Nel 1905 spostò la sua sede a Anderson, nell'Indiana, cambiando nome in Lambert automobile. Nel 1902 la Union si posizionò all'ottavo posto assoluto tra i costruttori automobilistici statunitensi per numero di esemplari prodotti.

## Storia

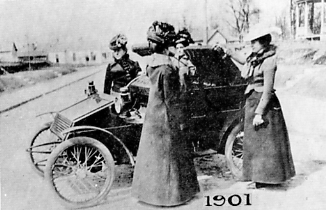
Il prototipo del 1901 prodotto dalla Union

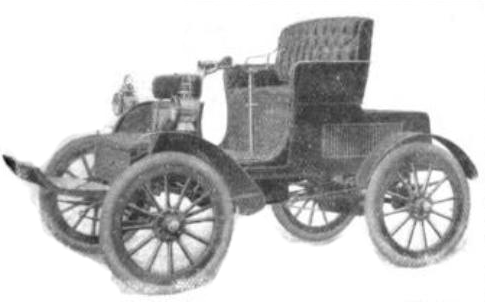
Un esemplare di Union automobile del 1902

La Union fu fondata nel 1902 da John William Lambert. Il nome derivava da Union City, sede della neonata azienda. Lambert decise di dare questo nome alla propria azienda come ringraziamento alla Camera di Commercio cittadina, che aveva concesso i permessi per l'avvio delle attività produttive in modo molto soddisfacente, perlomeno secondo il metro di giudizio di Lambert. Molti componenti utilizzati per assemblare l'unico modello prodotto erano realizzati dalla Buckeye Manufacturing Company di Anderson, Indiana, anch'essa di proprietà di John William Lambert.
Nel 1901 fu preparato il primo prototipo di autovettura. Il motore della vettura che entrò in produzione di serie aveva una configurazione a due cilindri contrapposti aventi un alesaggio di 100 mm. Il propulsore era anteriore ed il moto era trasmesso alle ruote posteriori tramite delle catene. Era disponibile in due versioni che si differenziavano per la potenza erogata, 4 CV e 7 CV. Erano anche offerte due versioni che si distinguevano per il tipo di raffreddamento, ad aria ed acqua. L'accensione era a magnete ed il motore era in grado di girare ad una velocità compresa tra i 150 ed il 1.500 giri al minuto. Nel 1905 le potenze disponibili erano invece 12 CV e 16 CV. In totale, dell'unico modello prodotto dalla Union, ne vennero realizzati circa 300 esemplari.